# مارتین آنسلمی
مارتین آنسلمی (انگلیسی: Martín Anselmi؛ زادهٔ ۱۱ ژوئیهٔ ۱۹۸۵) مربی فوتبال اهل آرژانتین است.
وی سابقه سرمربی‌گری در تیم‌هایی همچون ایندپندینته دل‌وایه، روز آزول و پورتو را داشته است.